# Elihu Root
Elihu Root (født 15. februar 1845 i Clinton, New York, død 7. februar 1937 i New York City) var en amerikansk jurist og politiker. Han var USA's krigsminister fra 1899-1904 og udenrigsminister fra 1905-1909. I 1913 blev han tildelt Nobels fredspris for 1912.